# Åke Bovallius
Hans Åke Arthur Bovallius, född 2 november 1937 i Vasa församling i Göteborgs och Bohus län, död den 26 mars 2009 i Jakobsbergs församling i Stockholms län, var en svensk ingenjör och internationellt erkänd expert inom ABC-skydd.

## Biografi
Bovallius avlade filosofie kandidat-examen 1964 och filosofie licentiat-examen 1969. Han tjänstgjorde 1969–1991 vid Försvarets forskningsanstalt: som förste forskningsingenjör vid Institutionen för mikrobiologi 1969–1974, som chef för institutionen 1974–1984 och som chef för Huvudavdelningen för ABC-skydd (Avdelning 4) 1984–1996.
Bovallius blev en ”internationellt erkänd expert inom sitt fackområde” och var bland annat delegat i European Federation of Biotechnology 1979–1982 och i Federation of European Microbiological Societies 1980–1984. Han tjänstgjorde också som expert åt Världshälsoorganisationen och var ställföreträdande chefsinspektör under Rolf Ekéus i FN:s specialkommission för Iraks nedrustning (United Nations Special Commission, UNSCOM) från 1991. Han var dessutom teknisk expert vid förhandlingarna om biologiska stridsmedel i Genève 1996 samt verksam i FN:s kommission för övervakning, verifikation och inspektion (UNMOVIC) samt rådgivare i ABC-skydd till myndigheterna i Singapore.
Åke Bovallius invaldes 1985 som ledamot av Kungliga Krigsvetenskapsakademien och var även ledamot av New York Academy of Sciences. Han är begravd på Görvälns griftegård.